# Cenoargentotetraedrita-(Fe)
La cenoargentotetraedrita-(Fe) és un mineral de la classe dels sulfurs que pertany al subgrup de la freibergita del grup de la tetraedrita. El nom cenoargentotetraedrita-(Fe) substitueix parcialment l'antic nom freibergita per als membres Fe>Zn.

## Característiques
La cenoargentotetraedrita-(Fe) és una sulfosal de fórmula química [Ag₆]4+(Cu₄Fe2+₂)Sb₄S₁₂◻. Es tracta d'una espècie aprovada per l'Associació Mineralògica Internacional, i redefinida el 2020. Cristal·litza en el sistema isomètric.
Les mostres que van servir per a determinar l'espècie, el que es coneix com a material tipus, es troben conservades a les col·leccions del museu Senckenberg, a Frankfurt (Alemanya), amb el número de mostra 2289sa, i a les col·leccions del Museu d'Història Natural de Londres (Anglaterra), amb el número de registre: BM88668.

## Formació i jaciments
Va ser descrita a partir de mostres recollides a dues mines del districte de Mittelsachsen: la mina Himmelsfürst Fundgrube, situada a Brand-Erbisdorf, i a la mina Hab Acht, a la localitat de Zug. També ha estat descrita al dipòsit de Zvěstov, a la República Txeca, a la mina Ladue-Sadie-Friendship, al Yukon (Canadà) i a Barbara adit, a Caríntia (Àustria).